# Morze Łaptiewów
Morze Łaptiewów (ros. море Лаптевых) – morze stanowiące część Oceanu Arktycznego, u północnych wybrzeży Azji, położone w całości poza północnym kołem podbiegunowym, pomiędzy półwyspem Tajmyr i Ziemią Północną na zachodzie a archipelagiem Wysp Nowosyberyjskich na wschodzie. 
Od zachodu łączy się z Morzem Karskim za pośrednictwem cieśnin: Wilkickiego, Szokalskiego i Armii Czerwonej. Od strony wschodniej łączy się z Morzem Wschodniosyberyjskim przez cieśniny: Dymitra Łaptiewa, Eterikan i Sannikowa, jak również przez otwarte wody arktyczne na północ od Wysp Nowosyberyjskich.
Pokrywa lodowa występuje przez cały rok z wyjątkiem południowej części, która rozmarza w okresie letnim.

Pokrywa lodowa na Morzu Łaptiewów
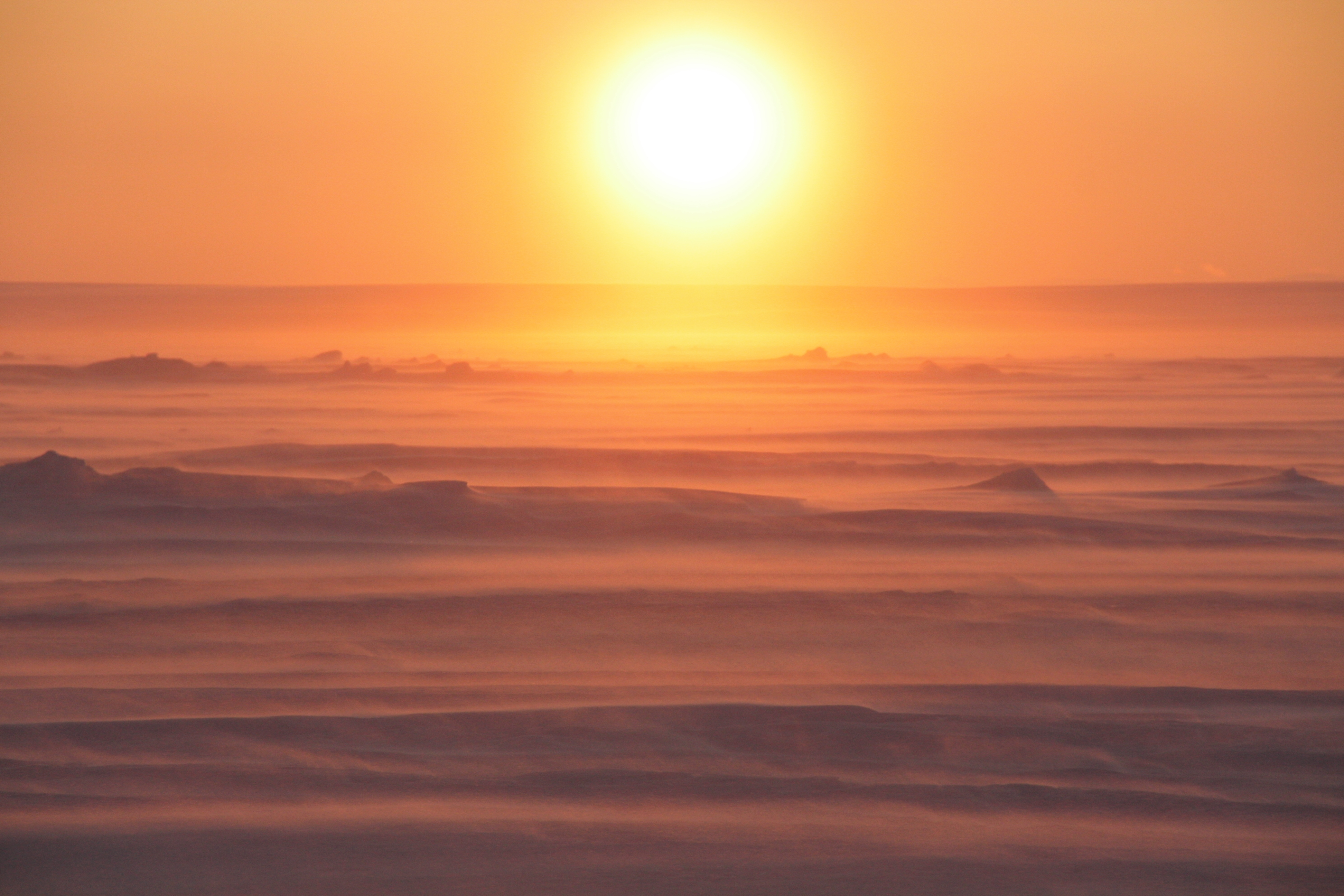
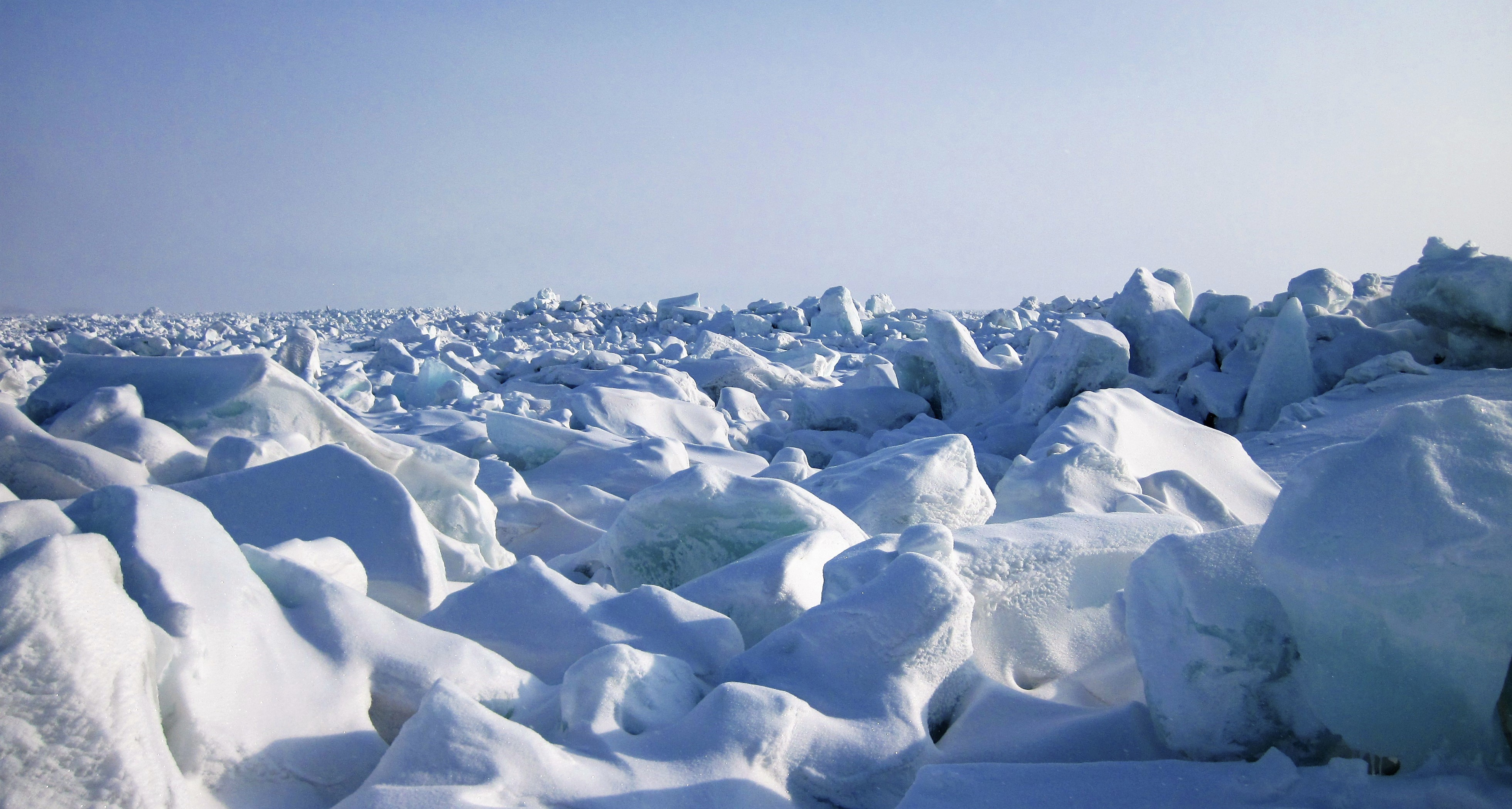

Do Morza Łaptiewów uchodzą rzeki: 
- Lena,
- Chatanga,
- Anabar,
- Oleniok,
- Jana.

Główny port: Tiksi. 
Nazwa morza pochodzi od nazwiska podróżników Charitona i Dymitra Łaptiewów.